# Bryan Gómez
Pour les articles homonymes, voir Gómez.
Gómez  Peñeloza est un nom espagnol. Le premier nom de famille, en général paternel, est Gómez ; le second, en général maternel, souvent omis, est Peñeloza.
Bryan Steven Gómez Peñaloza est un coureur cycliste colombien, né le 19 novembre 1994 à Tuluá (département de Valle del Cauca). Il participe à des compétitions sur route et sur piste.

## Biographie
Échouant, à chaque fois, au pied du podium dans les épreuves de poursuite,, Bryan Gómez obtient la médaille d'argent de la course à l'américaine, le dernier jour des championnats de Colombie 2017. Après deux saisons passées avec l'équipe Gateway Harley-Davidson Trek a disputé des épreuves du calendrier nord-américain, en décembre 2017, Bryan Gómez participe à la concentration de sa nouvelle formation Holowesko-Citadel, devenue équipe continentale professionnelle. Il y retrouve un second Colombien Brayan Sánchez. Bryan voit dans cette signature la récompense de son travail et espère profiter de son incorporation dans une équipe plus importante et mieux structurée ; en participant, notamment, à des compétitions d'un niveau supérieur à travers le monde.
En 2021, il fait partie de la sélection colombienne de cyclisme sur piste, tout en participant au calendrier national sur route avec la formation Supergiros-Alcaldía de Manizales. Fin décembre, Bryan Gómez annonce son retour dans le peloton professionnel américain pour la saison suivante. En effet, il accepte une proposition « très difficile à refuser » de l'équipe continentale floridienne Best Buddies Racing.
Fin décembre 2022, la ligue nationale américaine de cyclisme présente la formation "Miami Nights", équipe invitée à disputer sa nouvelle compétition, avec dans ses rangs Bryan Gómez.

## Palmarès sur route

### Par année
- 2016
  - Tilles Park Criterium
  - O'Fallon Cup
  - 2e du Glencoe Grand Prix
  - 3e du Quad Cities Criterium
- 2017
  - Burlington Road Race
  - Glencoe Grand Prix
  - 2e du Kwik Star Criterium
  - 3e du Nature Valley Grand Prix
- 2018
  - 2e étape de la Vuelta al Valle del Cauca
  - Sunny King Criterium
  - Vuelta a Córdoba :
    - Classement général
    - 1re étape

  - 2e de l'Athens Twilight Criterium
- 2019
  - Circuito Feria de Manizales
  - 1re étape du Tour de Taïwan
  - 8e étape du Tour de Colombie
  - Electric City Classic
  - Gateway Cup :
    - Classement général
    - 1re, 2e et 3e étapes

  - 1re étape du Tour de Tobago
  - 10e étape du Tour du Guatemala
  -  Médaillé de bronze de la course en ligne aux Jeux panaméricains
  - 3e du Tour de Tobago
- 2022
  - 2e et 4e étapes de la Vuelta a la Independencia Nacional
  - 2e étape du Clásica RPC Radio
  - Piedmont Criterium
  - Athens Twilight Criterium
  - 4e étape de la Joe Martin Stage Race
  - 2e étape du Tulsa Tough
  - 3e du Clásica RPC Radio
  - 3e du Tulsa Tough
- 2023
  - Athens Twilight Criterium
- 2024
  - Armed Forces Cycling Classic
  - 2e du Sunny King Criterium

### Classements mondiaux
| Année            | 2017 |
| ---------------- | ---- |
| UCI America Tour | 465e |

## Palmarès sur piste

### Championnats du monde
- Roubaix 2021
  - Abandon dans la course aux points[8].
- Ballerup 2024
  - 20e de la course aux points[9].

### Coupe des nations
- 2021
  - 1er de la poursuite par équipes à Cali (avec Juan Pablo Zapata, Jordan Parra et Juan Esteban Arango)
  - 2e de la poursuite à Cali
- 2022
  - 3e de la poursuite par équipes à Cali

### Championnats panaméricains
- Couva 2017
  -  Médaillé d'argent de la course scratch
  - Quatrième de la poursuite individuelle[10]
- Lima 2021
  -  Médaillé d'or de la course aux points
  -  Médaillé d'argent de la poursuite individuelle
- Los Angeles 2024
  -  Médaillé d'argent de la poursuite par équipes
  -  Médaillé d'argent de la course aux points
  - Huitième de la poursuite individuelle[11]

### Jeux panaméricains
- Lima 2019
  -  Médaillé d'argent de la poursuite par équipes

### Jeux sud-américains
- Cochabamba 2018
  -  Médaillé d'or de la poursuite par équipes

### Championnats nationaux
- Medellín 2016
  -  Médaillé d'or de la poursuite par équipes (avec Jarlinson Pantano, Dalivier Ospina et Juan Martín Mesa)[12].
- Cali 2017
  -  Médaillé d'argent de la course à l'américaine (avec Carlos Alzate)[3].
- Cali 2018
  -  Médaillé de bronze de la course à l'américaine (avec Dalivier Ospina)[13].
- Juegos Nacionales Cali 2019
  -  Médaillé d'argent de la poursuite individuelle des XXI Juegos Deportivos Nacionales[14].
  -  Médaillé d'argent de la course à l'américaine des XXI Juegos Deportivos Nacionales (avec Juan Martín Mesa)[15].
  -  Médaillé de bronze de la poursuite par équipes des XXI Juegos Deportivos Nacionales (avec Juan Martín Mesa, Dalivier Ospina et Sebastián González)[16].
- Cali 2021
  -  Médaillé d'argent de la poursuite individuelle[17].
  -  Médaillé de bronze de la poursuite par équipes (avec Juan Pablo Zapata, Heberth Gutiérrez et Juan Martín Mesa)[18].
  -  Médaillé de bronze de la course à l'américaine (avec Juan Pablo Zapata)[19].
- Cali 2022
  -  Médaillé d'argent de la poursuite par équipes (avec Juan Pablo Zapata, Giovanny Pastes et Jorge Cortés)[20].
- Medellín 2023
  -  Médaillé d'argent de la poursuite par équipes (avec Juan Pablo Zapata, Heberth Gutiérrez et Jarlinson Pantano)[21].
- Juegos Nacionales Eje Cafetero 2023
  -  Médaillé d'argent de la poursuite par équipes des XXII Juegos Deportivos Nacionales (avec Juan Pablo Zapata, Heberth Gutiérrez et Esteban Guerrero)[22].
  -  Médaillé de bronze de la poursuite individuelle des XXII Juegos Deportivos Nacionales[23].
  -  Médaillé de bronze de la course à l'américaine des XXII Juegos Deportivos Nacionales (avec Juan Pablo Zapata)[24].
- Medellín 2024
  -  Médaillé d'argent de la poursuite par équipes (avec Jhohan Marín, Obed Valencia et Julián Osorio)[25].
  -  Médaillé d'argent de l'omnium[26].
  -  Médaillé de bronze de la poursuite individuelle[27].